# Ferești
Ferești est une commune roumaine située dans le județ de Vaslui.